# Don't Call Me Up
"Don't Call Me Up" es una canción de la cantante británica Mabel, incluida en la reedición de 2019 de su primer mixtape, Ivy to Roses, y en su álbum debut de estudio High Expectations. Fue lanzada por Polydor Records el 18 de enero de 2019. En agosto de 2019, la canción recibió más de 100 millones de visualizaciones en YouTube, convirtiéndose en el video más visto de Mabel en la plataforma.

## Escritura y grabación
Mabel escribió "Don't Call Me Up" con Camille Purcell y Steve Mac, quien también produjo la canción. A diferencia de sus sesiones anteriores de escritura y grabación, Mabel solo tuvo un día para trabajar con Mac y Purcell, y la grabación excluyó las armonías y improvisaciones comunes en su material anterior. Ella entró a la sesión sintiéndose triste por una relación anterior y quería escribir un mensaje positivo ruptura canción para sentirse mejor.
La canción surgió de un estribillo y del gancho de la misma canción, que surgió durante una discusión que tuvieron sobre ignorar una llamada telefónica de un exnovio y cómo bien que se siente. Al encontrar el gancho simple y fácil de relacionar, decidieron usarlo también en los versos. Fue la primera canción que Mabel grabó para el relanzamiento de Ivy to Roses donde las voces principales de las versiones final y demo sonaron casi idénticas.

## Recepción crítica
Tras su lanzamiento, "Don't Call Me Up" fue bien recibido por la mayoría de los críticos de música. En su crítica para  Clash , Robin Murray llamó a la canción "el momento pop más potente hasta la fecha" de Mabel, señalando su "voz creciente y la composición adictiva y matizada".  La línea del mejor ajuste  {' s Cerys Kenneally encontró la pista "enorme" y dijo que "enciende esa sensación del viernes", mientras que un crítico de  DIY  lo consideró "un un himno de empoderamiento ". Roisin O'Connor, corresponsal de música para  The Independent , incluyó la canción en su lista de nuevos lanzamientos favoritos, llamándola "un banger de amor propio". En  The Times , Ed Potton describió la canción como "una épica ex-asesina de melodías pop mega-lanzadas". Escribiendo para  The Sunday Times , Dan Cairns consideró "No Call Me Up "como" un beso lleno de gancho que es a la vez antémico e irrefutable ".
 Billboard  lo nombró uno de los primeros candidatos para la canción del verano en los Estados Unidos con el escritor Gab Ginsberg comparando su ritmo "contagioso" con el de Ed Sheeran en "Shape of You" y su mensaje de empoderamiento a lo "New Rules" de Dua Lipa. Glenn Gamboa de  Newsday  dijo que el ritmo es similar a "Shape of You", pero su actitud "lo distingue" y Mabel "definitivamente sabe cómo dar un beso ". En una crítica menos favorable, Michael Cragg de  The Guardian  encontró el pre-coro" exquisito "pero la canción también "sin riesgos", y dijo que "arranca" con el ritmo "plinky-plonky" de "Shape of You".